# Дитинство маршала
«Дитинство маршала» — радянський художній фільм режисера Миколи Лебедєва 1938 року про дитячі роки Маршала Радянського Союзу Семена Будьонного. Знятий за мотивами повісті Ігоря Всеволожського «Хутірська команда». Фільм зберігся не повністю. У 1965 році випущений в новій редакції під назвою «А фортеця була неприступна».

## Сюжет
В одному з козачих хуторів Області Війська Донського живе сім'я Будьонного. Семен, який вимушений наймитувати на козака Герасимова, є визнаним ватажком «хутірської команди». Вони перемагають в протистоянні з гімназистом Апполоном Герасимовим і іншими куркульськими синками. На традиційних юнацьких скачках Будьонний приходить першим. Час справжнього випробування настає, коли разом з друзями Семен організовує втечу заарештованого поліцією коваля Василя. Перед розставанням Василь обіцяє друзям зустріч в революційному прийдешньому.

## У ролях
- Ольга Беюл —  мати
- Василь Бауков —  Сьома Будьонний
- Антоніна Красінькова —  Таня, сестра Сьоми
- Георгій Єремєєв —  Василь, робітник
- Петро Андрієвський —  Герасимов, багатий козак
- Клавдія Фадєєва —  Ліпочка
- Л. Мазін —  Аполлон, син Герасимова
- Дмитро Андрєєв —  Афанасій
- Костянтин Злобін —  Аким
- Олександр Полібін —  Михайло Будьонний, батько
- І. Мельников —  Герасимов
- Тимофій Ремізов —  циган
- Павло Смирнов —  отаман
- Юхим Ніколаєв —  урядник
- Микола Кузьмін —  козак

## Знімальна група
- Автори сценарію: Ігор Всеволожський, Лео Мур, Микола Лебедєв
- Режисер: Микола Лебедєв (співрежисер Федір Барбухатті)
- Оператор: Віталій Чулков
- Художники: Ольга Пчельникова, Володимир Калягін
- Звукооператори: Олександр Островський, Афанасій Симоновський
- Композитор: Віктор Томілін
- Директор картини: М. Фрейдін